# Вулиці Гребінки
Вулиці Гребінки — урбаноніми міста Гребінки. Станом на 1 січня 2011 року в міста налічується 71 вулиця, найбільші з яких — Вокзальна вулиця (на ній нараховується 155 номерів), Городищенська вулиця (145), вулиця Шмідта (134) та вулиця Гагаріна (128).
| Сучасна назва                  | Тип | Район | Колишні назви    |
| ------------------------------ | --- | ----- | ---------------- |
| вулиця Богдана Хмельницького   |     |       |                  |
| вулиця Ватутіна                |     |       |                  |
| вулиця Весняна                 |     |       | Щорса            |
| вулиця Вокзальна               |     |       | 40-річчя Жовтня  |
| вулиця Гагаріна                |     |       |                  |
| вулиця Героїв України          |     |       | Фрунзе           |
| вулиця Гоголя                  |     |       |                  |
| вулиця Городищенська           |     |       |                  |
| вулиця Горького                |     |       |                  |
| вулиця Деповська               |     |       |                  |
| вулиця Євгена Гребінки         |     |       | Жовтнева         |
| вулиця Залізнична              |     |       |                  |
| вулиця Зарічна                 |     |       | Свердлова        |
| вулиця Затишна                 |     |       | Карла Маркса     |
| вулиця Зелена                  |     |       | Пархоменка       |
| вулиця Зої Космодем'янської    |     |       |                  |
| вулиця Івана Мотуза            |     |       |                  |
| вулиця Історична               |     |       | Леніна           |
| вулиця Кагамлика               |     |       |                  |
| вулиця Квіткова                |     |       | Куйбишева        |
| вулиця Козацька                |     |       | 20-річчя ВЛКСМ   |
| вулиця Короленка               |     |       |                  |
| вулиця Коцюбинського           |     |       |                  |
| вулиця Куприянівська           |     |       | Чапаєва          |
| вулиця Кутузова                |     |       |                  |
| вулиця Лермонтова              |     |       |                  |
| вулиця Лесі Українки           |     |       |                  |
| вулиця Лізи Чайкіної           |     |       |                  |
| вулиця Локомотивна             |     |       | Крупської        |
| вулиця Ломоносова              |     |       |                  |
| вулиця Магістральна            |     |       | Петровського     |
| вулиця Матросова               |     |       |                  |
| вулиця Маяковського            |     |       |                  |
| вулиця Миру                    |     |       |                  |
| вулиця Молодіжна               |     |       |                  |
| вулиця Мічуріна                |     |       |                  |
| вулиця Незалежності            |     |       | Калініна         |
| вулиця Некрасова               |     |       |                  |
| вулиця Павлова                 |     |       |                  |
| вулиця Панаса Мирного          |     |       |                  |
| вулиця Паркова                 |     |       | Червоноармійська |
| вулиця Патріотів               |     |       | Орджонікідзе     |
| вулиця Перемоги                |     |       |                  |
| вулиця Першотравнева           |     |       |                  |
| вулиця Полтавська              |     |       | Радянська        |
| вулиця Польова                 |     |       |                  |
| вулиця Пушкіна                 |     |       |                  |
| вулиця Раїси Кириченко         |     |       | Островського     |
| вулиця Рильського              |     |       |                  |
| вулиця Садова                  |     |       |                  |
| вулиця Свободи                 |     |       |                  |
| вулиця Сковороди               |     |       |                  |
| вулиця Українська              |     |       | Ульянова         |
| вулиця Франка                  |     |       |                  |
| вулиця Чернишевського          |     |       |                  |
| вулиця Чехова                  |     |       |                  |
| вулиця Чкалова                 |     |       |                  |
| вулиця Шевченка                |     |       |                  |
| вулиця Шмідта                  |     |       |                  |
| вулиця Ярослава Мудрого        |     |       | 50-річчя Жовтня  |
| провулок Братів Кулаксузян     |     |       |                  |
| провулок Водопровідний         |     |       |                  |
| провулок Вокзальний            |     |       |                  |
| провулок Герцена               |     |       |                  |
| провулок Гоголя                |     |       |                  |
| провулок Грабовського          |     |       |                  |
| провулок Євгена Гребінки       |     |       | Жовтневий        |
| провулок Котляревського        |     |       |                  |
| провулок Кошового              |     |       |                  |
| провулок Макаренка             |     |       |                  |
| провулок Маяковського          |     |       |                  |
| провулок Мирний                |     |       | Морозова         |
| провулок Олексія Припутня      |     |       | Димитрова        |
| провулок Оржицький             |     |       |                  |
| провулок Першотравневий        |     |       |                  |
| провулок Пирятинський          |     |       |                  |
| провулок Піонерський           |     |       |                  |
| провулок Свободи               |     |       |                  |
| провулок Сільськогосподарський |     |       |                  |
| провулок Спортивний            |     |       |                  |
| провулок Суворова              |     |       |                  |
| провулок Шкільний              |     |       |                  |